# 서울신중초등학교
서울신중초등학교는 대한민국 서울특별시 서초구 서초동(남부순환로 317길 15)에 위치한 초등학교이다.

## 학교연혁
- 1936년 6월 1일 신동공립보통학교 개교
- 1939년 3월 20일 제1회 졸업식
- 1941년 4월 1일 신중공립국민학교로 교명 변경
- 1963년 1월 1일 행정구역 변경으로 경기도에서 서울시로 편입
- 1967년 11월 27일~1986년 9월 1일 5개교 (사당초등학교 서초초등학교
- 서이초등학교 방일초등학교 서일초등학교)로 분교
- 1993년 5월 10일 테니스장 설치
- 1999년 3월 1일 서울신중초등학교로 교명 번경
- 2007년 12월 28일 학교경영우수학교 수상
- 2008년 12월 15일 체육교육우수학교 교육감 표창
- 2010년 12월 31일 환경교육우수학교 교육장 표창
- 2010년 12월 31일 영재교육우수학교 교육감 표창
- 2011년 5월 31일 전국체전 테니스 금메달상 수상
- 2011년 7월 14일 차오름관 준공 및 개관식
- 2011년 12월 30일 푸른하늘 지킴 우수학교 장려상 표
- 2012년 12월 28일 학교체육활동우수학교 교육감 표창
- 2014년 12월 31일 교육활동 우수학교(인성교육 표창)
- 2016년 2월 16일 석면 텍스 교체 및 조도개선공사
- 2018년 8월 1일 친환경 마사토 운동장 조성
- 2018년 8월 1일 본관 및 서관 창호교체
- 2018년 8월 1일 교실 바닥 교체
- 2018년 8월 1일 도서관 및 화장실 환경 개선
- 2018년 12월 28일 진로교육 우수학교 교육감 표창
- 2019년 12월 31일 2019 학교-마을 연계 교육활동 운영 교육감 표창
- 2020년 3월 1일 정문 교체, 돌봄교실 신설(1실) 및 리모델링
- 2020년 3월 1일 본관 1, 2, 3층 후면 창호교체, 본관 2층(6교실) 바닥교체
- 2020년 11월 6일 급식실 연결통로 차양 설
- 2020년 12월 31일 학교체육활동 우수학교 교육감 표창
- 2020년 12월 31일 교육과정 운영 우수학교 교육장 표창
- 2021년 3월 1일 제21대 신효순 교장 선생님 부임
- 2021년 3월 27일 소담채(급식실) 준공
- 2021년 4월 30일 꿈자람터 개관
- 2021년 8월 14일 제50회 전국소년체전 테니스부 금메달상 수상
- 2021년 8월 24일 과학실 리모델링
- 2021년 8월 25일 소담채 및 본관 앞 치양막 설치, 놀이시설 바닥 공사
- 2021년 11월 10일 푸른하늘 지킴이 우수학교 교육감 표
- 2021년 11월 30일 급식실 방범창 설치 및 운동장스탠드 보수
- 2021년 12월 31일 2021년 학교폭력 예방 및 근절 우수학교 교육감 표창
- 2022년 3월 1일 37학급 편성(특수 1학급 포함)
- 2022년 8월 15일 주차장 포장공사
- 2022년 8월 15일 체육관 옥상 방수공사
- 2022년 9월 17일 서울특별시교육감배 학교스포츠클럽대회 여자 피구 우승
- 2022년 12월 31일 교육과정 운영 우수학교 교육장 표창
- 2023년 1월 11일 제84회 졸업식
- 2023년 8월 26일 서울특별시교육감배 학교스포츠클럽대회 여자 피구 우승
- 2023년 8월 18일~ 2023년 8월 25일 후문 보안관실, 학생 세면대, 테니스장 전등 교체 공사, 중앙현관 LED현수 설치, 방송시설 개선(강당, 운동장), 특수교실 리모델링
- 2023년 12월 29일 2023년 초등교육과정 운영 관련 인성교육 우수학교 교육감 표창
- 2023년 12월 31일 인성교육분야 서울시교육감 표창
- 2024년 1월 10일 제85회 졸업식
- 2024년 4월 30일 서관 옥상 난간 설치공사, 어린이놀이시설 보수공사, 어린이활동공(컴퓨터 및 과학실) 환경개선공사
- 2024년 7월 26일 늘봄겸용교실(2실) 환경개선 공사
- 2025년 1월 9일 제 86회 졸업식 (183명)

## 교가
1절
백두산 정기받은 관악산 아래
한강수 받으면서 우뚝 솓았네
이 기상 철석같은 대한의 도량
온 누리 새로운 것 여기에 있다
2절
태극기 높이들고 맹세를 하세
부지런히 공부하여 기술을 배워
부모위 나라위해 생명을 바처
무궁화 금수강산 길이 받들자
후렴
우리학교 좋은학교 신중학우들
단합하여 빛내자 신중만만세
(영상)
2022년도 
2023년도 

## 신중오케스트라
- 2014년 8월 29명의 단원으로 창단
- 2015년 12월 17일 1회 정기연주회 (장소: 학교강당 (차오름관) )                                                                                   (영상 )
- 2016년 서초강산 퍼레이드 공연
- 2017년 9월 18일 동네 새싹 오케스트라 공연 (곡: 에그몬트 (베토벤), 아리랑 랩소디, 쇼스타코비치 왈츠 2번, 스타워즈&츠나각성,          태극기 휘날리며, 미션 임파서블, 녹턴 Op. 9, 2번 (쇼팽), Time to Say Goodbye) (장소: 서초문화예술회관)                              (영상: 에그몬트 (베토벤) , 아리랑 랩소디 , 쇼스타코비치 왈츠 2번, 스타워즈&츠나각성 ,                                      태극기 휘날리며, 미션 임파서블 , 녹턴 Op. 9, 2번 (쇼팽), Time to Say Goodbye )
- 2017년 9월 20일 제4회 서울 국제 생활예술 오케스트라 축제 공연 (곡: 에그몬트 (베토벤), 아리랑 랩소디, 쇼스타코비치 왈츠 2번 , 스타워즈&츠나각성) (장소: 세종문화회관) (영상: 에그몬트 (베토벤) , 아리랑 랩소디 , 쇼스타코비치 왈츠 2번 ,  스타워즈&츠나각성 ) (기사:)
- 2017년 제 54회 전국 초등학생 음악경연 대회 참가
- 2017년 11월 29일 신중오케스트라 수요 음악회 개최 (장소: 학교강당 (차오름관) )
- 2017년 12월 7일 제3회 정기연주회 (장소: 사랑의교회 아트홀) (뉴스: )
- 2018년 7월 25일 2018 신중 오케스트라 수요음악회 개최 (장소: 학교강당 (차오름관) ) (기사: )
- 2018년 10월 22일 2018 서울 학교예술교육페스티벌 더불어 예술숲 공연 (장소: 서울동명초등학교 제2창의예술교육센터)        (곡: 어벤저스 ost, Jupiter by G. Holst, 아프리칸 심포니) (영상: 어벤저스 , Jupiter by G. Holst , 아프리칸 심포니)
- 2018년 사운드 오브 서초 공연 (기사:)
- 2018년 12월 20일 제4회 정기연주회 (장소: 서울교육대학교 종합문화관) (기사: ) (뉴스: )
- 2019년 9월 26일 서리풀페스티벌 공연 (곡: 칼의 춤, 교향곡 9번 (드보르자크) ) (장소: 신중어린이공원) 영상 (칼의 춤, 교향곡 9번 (드보르자크) )
- 2019년 9월 28일 사운드 오브 서초 공연 (곡: 칼의 춤, 교향곡 9번 (드보르자크) ) (영상: 칼의 춤, 교향곡 9번 (드보르자크) )
- 2023년 9월 22일 서울악기거리축제 공연
- 2024년 11월 6일 서울악기거리축제 공연

(기타 뉴스: , )

## 학교 상징
- 교훈 - 슬기롭고 성실하며 튼튼한 어린이가 되자

- 교화 - 장미 : 사랑과 정열의 상징, 협동과 조화를 추구
- 교목 - 은행나무 : 선비의 늠름한 기품, 열매는 유능한 인재를 상징, 높은 이상의 실현, 무한한 성장 추구

1. ↑  출처(https://www.schoolinfo.go.kr/ei/ss/Pneiss_b01_s0.do?GS_CD=S010000768)
2. ↑  출처(https://www.schoolinfo.go.kr/ei/ss/Pneiss_b01_s0.do?GS_CD=S010000768)